# Yūsuke Nakano
Yūsuke Nakano (中野 祐輔?, Nakano Yūsuke; ...) è un character designer e illustratore giapponese, noto per aver disegnato i personaggi di Link e Mario in alcuni videogiochi di punta della Nintendo.

## Videogiochi
- Super Mario 64 (1996)
- The Legend of Zelda: Ocarina of Time (1998)
- Mario & Luigi: Fratelli nel tempo (2005)
- The Legend of Zelda: Twilight Princess (2006)
- Super Mario Galaxy (2007)
- The Legend of Zelda: Skyward Sword (2011)